# Niclas Fasth
Niclas Krister Fasth (Gotemburgo, 29 de abril de 1972) es un golfista profesional sueco que ha ganado seis veces en el Tour Europeo. Ha terminado segundo en el Campeonato Abierto de 2001 y cuarto en el Abierto de los Estados Unidos 2007, y ha representado a Europa ganando la Copa Ryder 2002.

## Primeros años
Fasth nació en Gotemburgo. En 1982, cuando tenía 10 años, sus padres compraron una casa de verano cerca del Club de Golf Lysegården en Kungälv, al norte de Gotemburgo. Su familia, con su padre Kristher, su madre Inga-Lill y su hermana menor Jessica, solía pasar allí los veranos y comenzaron a jugar al golf. Con muchos amigos también jugando al golf, el joven Fasth siempre estaba en el campo de golf, practicaba mucho y mostró un talento temprano.
Además del golf, Fasth practicaba otros deportes y durante el invierno también mostró talento en hockey sobre hielo.
A los 16 años, fue aceptado en la escuela secundaria deportiva sueca en marzo dek, cerca de Borås, para combinar sus estudios con el entrenamiento de golf. La escuela ganó el Campeonato Sueco Escolar en 1988, con Fasth ganando individualmente, y representó a Suecia en la final internacional en Inglaterra.

## Carrera amateur
En 1990, Fasth ganó la Orden de Mérito del Tour Juvenil Sueco para niños hasta 19 años.
En 1991, ganó el Campeonato Abierto Amateur de Grecia en Glyfada, Atenas, con un nuevo récord de torneo de 72 hoyos de 289, y al año siguiente fue el Campeón Sueco de Match-play Juvenil, ganando la final en el último hoyo en el Club de Golf de Kalmar.
Fasth fue el único amateur en pasar el corte en el Scandinavian Masters de 1992 en el Tour Europeo en el Barsebäck Golf & Country Club en Suecia, terminando empatado en el 35.º lugar, 10 golpes detrás del ganador, el número uno del mundo, Nick Faldo.
Representó a Suecia en todos los niveles de edad. En 1992, fue parte del equipo sueco ganador en el Campeonato Europeo Juvenil por Equipos en Helsinki, Finlandia, venciendo a Inglaterra en la final. Más tarde ese año, como uno de los cuatro mejores amateurs del país, fue parte del equipo sueco en el Trofeo Eisenhower 1992 en el Capilano Golf & Country Club, cerca de Vancouver, Canadá, terminando quinto como equipo y Fasth el mejor sueco, quinto individualmente.

## Carrera profesional
Se hizo profesional en 1993 y comenzó a jugar en el Asia Golf Circuit, donde su mejor resultado fue subcampeón en el Sampoerna Indonesia Open, perdiendo en un desempate contra Gary Webb. Más tarde, durante su primer año como profesional, ganó tres eventos en el segundo nivel europeo Challenge Tour, dos de ellos co-sancionados por el Swedish Golf Tour, por lo que fue galardonado con la Orden de Mérito de la temporada 1993 del Swedish Golf Tour. Desde 1994 hasta 2018, jugó regularmente en el Tour Europeo, cada temporada excepto 1999.
Se clasificó para el PGA Tour, con sede en Estados Unidos, en la Escuela de Clasificación de 1997, y jugó en los Tours PGA y Europeo simultáneamente en 1998, sin éxito, y en 1999 se encontró de vuelta en el Challenge Tour. Desde entonces se concentró en jugar en Europa.
Terminó décimo en la Orden de Mérito del Tour Europeo en 2001, después de ser el único subcampeón de David Duval en el Campeonato Abierto de 2001 en el Royal Lytham & St Annes Golf Club, Inglaterra. Después de una ronda final de 67, Fasth avanzó desde el puesto 20 y fue el líder en el club durante dos horas, antes de que el tardío Duval también cerrara con 67 y ganara por tres golpes.
Sus actuaciones en 2001 permitieron a Fasth clasificarse para el equipo europeo en la Copa Ryder 2002, en The Belfry, Inglaterra, donde contribuyó a una victoria europea de 15½ a 12½, con un empate contra Paul Azinger en los individuales del domingo.
En 2005 y 2006, Fasth ganó dos veces en el Tour Europeo y terminó decimotercero y decimoquinto respectivamente en la Orden de Mérito.
Terminó cuarto en solitario en el Abierto de los Estados Unidos 2007 en el Oakmont Country Club, Pensilvania, a dos golpes del ganador Ángel Cabrera. La semana siguiente, Fasth ganó su sexto evento del Tour Europeo, el BMW International Open en Múnich, Alemania, por delante del héroe local Bernhard Langer. Estas actuaciones ayudaron a Fasth a alcanzar su mejor posición en la Orden de Mérito del Tour Europeo 2007, finalizando en quinto lugar.
En 2018, solo jugó unos pocos torneos en el Tour Europeo y su último torneo fue la Invitación Escandinava 2018 en su club local, Hills Golf and Sports Club, después de lo cual se retiró del golf de torneo.
Fasth ha aparecido en el top 20 del Ranking Mundial Oficial de Golf con un mejor puesto personal de 18º durante tres semanas en octubre de 2007.
Después de cumplir 50 años, en abril de 2022, Fasth se hizo elegible para torneos senior, por lo que volvió al golf de torneo. El primer año jugó once torneos en el Tour Senior Europeo, renombrado Legends Tour, pasando ocho cortes y terminó 60.º en la Orden de Mérito del Legends Tour 2022. Su mejor resultado fue un empate en el puesto 15 en el Farmfoods European Senior Masters.
Su patrocinador de equipo siempre ha sido Callaway Golf.

## Premios, vida privada
En 1997, Fasth obtuvo la Distinción Élite N.º 108 de la Federación Sueca de Golf, sobre la base de apariciones en el equipo nacional y actuaciones en campeonatos nacionales.
En 2003, los tres compañeros suecos del equipo europeo ganador de la Ryder Cup el año anterior, Fasth, Pierre Fulke y Jesper Parnevik, fueron galardonados por la Federación Sueca de Golf con el Club de Oro, el premio más alto por contribuciones al golf sueco, como los 30.º, 31.º y 32.º receptores.
En 2003, Fasth fue nombrado miembro honorario de la PGA sueca.
Fasth está casado con de marzo deie y tienen dos hijos.
Durante su carrera regular de golf, ha vivido en Mónaco y Londres, Inglaterra, pero reside en Gotemburgo, Suecia, desde 2014 y representa al Hills Golf and Sports Club.
Desde 2019, después de su carrera competitiva regular, Fasth ha trabajado para la Federación Sueca de Golf, como asesor y entrenador del equipo nacional amateur sueco.

## Victorias amateur
- 1991 Campeonato Abierto Amateur de Grecia[3]
- 1992 Campeonato Sueco de Match-play Juvenil[3]

## Victorias profesionales (10)

### Victorias en el European Tour (6)
| N.º | Fecha                 | Torneo                                       | Resultado ganador     |          | Subcampeón(es)                                       |
| --- | --------------------- | -------------------------------------------- | --------------------- | -------- | ---------------------------------------------------- |
| 1   | 19 de marzo de 2000   | Madeira Island Open                          | −9 (66-72-68-73=279)  | 2 golpes | de marzo dek Davis Ross Drummond, Richard S. Johnson |
| 2   | 13 de febrero de 2005 | Holden New Zealand Open1                     | −22 (65-63-75-63=266) | Playoff  | Miles Tunnicliff                                     |
| 3   | 24 de julio de 2005   | Deutsche Bank Players Championship of Europe | −14 (68-66-72-68=274) | Playoff  | Ángel Cabrera                                        |
| 4   | 30 de abril de 2006   | Andalucía Open de España Valle Romano        | −18 (67-68-66-69=270) | Playoff  | John Bickerton                                       |
| 5   | 22 de octubre de 2006 | Mallorca Classic                             | −5 (66-71-70-68=275)  | 3 golpes | Sergio García                                        |
| 6   | 24 de junio de 2007   | Abierto Internacional BMW                    | −13 (67-65-73-70=275) | 2 golpes | Bernhard Langer José-Filipe Lima                     |

1 Co-sancionado por el PGA Tour de Australasia
Récord en playoffs del European Tour (3–1)
| N.º | Año  | Torneo                                       | Oponente(s)                               | Resultado                                                                                    |
| --- | ---- | -------------------------------------------- | ----------------------------------------- | -------------------------------------------------------------------------------------------- |
| 1   | 2002 | Murphy's Irish Open                          | Richard Bland Darren ichardt Søren Hansen | Hansen ganó con birdie en el cuarto hoyo extra Bland eliminado por birdie en el segundo hoyo |
| 2   | 2005 | Holden New Zealand Open                      | Miles Tunnicliff                          | Ganó con birdie en el segundo hoyo extra                                                     |
| 3   | 2005 | Deutsche Bank Players Championship of Europe | Ángel Cabrera                             | Ganó con birdie en el tercer hoyo extra                                                      |
| 4   | 2006 | Andalucía Open de España Valle Romano        | John Bickerton                            | Ganó con birdie en el cuarto hoyo extra                                                      |

### Victorias en el Challenge Tour (4)
| N.º | Fecha                    | Torneo                  | Resultado ganador     | de marzo degen de victoria | Subcampeón        |
| --- | ------------------------ | ----------------------- | --------------------- | -------------------------- | ----------------- |
| 1   | 25 de julio de 1993      | Västerås Open           | −10 (67-66-64=197)    | 1 golpe                    | Per Nyman         |
| 2   | 15 de agosto de 1993     | Compaq Open             | −9 (72-66-70-67=275)  | 3 golpes                   | Vilhelm Forsbrand |
| 3   | 5 de septiembre de 1993  | Open Dijon Bourgogne    | −10 (74-68-70-66=278) | 6 golpes                   | Fredrik Andersson |
| 4   | 11 de septiembre de 1999 | Daewoo Warsaw Golf Open | −4 (73-73-67-67=280)  | 1 golpe                    | Hennie Otto       |

## Resultados en campeonatos mayores
| Torneo                | 2001 | 2002 | 2003 | 2004 | 2005 | 2006 | 2007 | 2008 | 2009 | 2010 | 2011 | 2012 | 2013 | 2014 |
| --------------------- | ---- | ---- | ---- | ---- | ---- | ---- | ---- | ---- | ---- | ---- | ---- | ---- | ---- | ---- |
| Masters Tournament    |      | COR  | COR  |      |      |      | T55  | T39  |      |      |      |      |      |      |
| U.S. Open             |      | T37  | T48  |      |      | COR  | 4    | COR  |      |      |      |      |      | COR  |
| The Open Championship | 2    | T28  | COR  |      |      | COR  | T35  | COR  |      |      |      |      | COR  |      |
| PGA Championship      | T29  | COR  | T10  | T45  | COR  | COR  | T42  | T63  |      |      |      |      |      |      |

COR = no pasó el corte a mitad del torneo
"T" indica un empate en una posición

## Resumen
| Torneo                | Victorias | 2.º | 3.º | Top-5 | Top-10 | Top-25 | Eventos | Cortes superados |
| --------------------- | --------- | --- | --- | ----- | ------ | ------ | ------- | ---------------- |
| Masters Tournament    | 0         | 0   | 0   | 0     | 0      | 0      | 4       | 2                |
| U.S. Open             | 0         | 0   | 0   | 1     | 1      | 1      | 6       | 3                |
| The Open Championship | 0         | 1   | 0   | 1     | 1      | 1      | 7       | 3                |
| PGA Championship      | 0         | 0   | 0   | 0     | 1      | 1      | 8       | 5                |
| Totales               | 0         | 1   | 0   | 2     | 3      | 3      | 25      | 13               |

- Mayor cantidad de cortes consecutivos superados – 5 (Masters de 2007 – Masters de 2008)
- Mayor racha de top-10s – 1 (tres veces)

## Resultados en The Players Championship
| Torneo                   | 2002 | 2003 | 2004 | 2005 | 2006 | 2007 | 2008 |
| ------------------------ | ---- | ---- | ---- | ---- | ---- | ---- | ---- |
| The Players Championship | CUT  | T21  |      |      |      | CUT  | CUT  |

     No participó CUT = no pasó el corte de mitad del torneo
"T" indica un empate por un lugar

## Resultados en los World Golf Championships
| Torneo       | 2001 | 2002 | 2003 | 2004 | 2005 | 2006 | 2007 | 2008 |
| ------------ | ---- | ---- | ---- | ---- | ---- | ---- | ---- | ---- |
| Match Play   |      | R16  | R32  | R64  |      | R64  | R16  | R32  |
| Championship | NT1  | T11  | T16  |      | T37  |      | T6   | T44  |
| Invitational | T21  | T58  | T58  | T61  | T33  |      | T22  | T52  |

1Cancelado debido a los atentados del 11/9
     Top 10      No participó QF, R16, R32, R64 = Ronda en la que el jugador fue eliminado en el match play
"T" = empate
NT = No se celebró el torneo.
Participaciones en equipo
Aficionado
- European Boys' Team Championship (representando a Suecia): 1990
- European Amateur Team Championship (representando a Suecia): 1991[8]
- European Youths' Team Championship (representando a Suecia): 1992 (ganadores)[8]
- EGA Trophy (representando al continente de Europa): 1992 (ganadores)[9]
- St Andrews Trophy (representando al continente de Europa): 1992
- Eisenhower Trophy (representando a Suecia): 1992

Profesional
- Copa Mundial de Golf (representando a Suecia): 2001, 2002, 2003, 2005
- Ryder Cup (representando a Europa): 2002 (ganadores)
- Seve Trophy (representando a Europa Continental): 2002, 2003, 2005
- Royal Trophy (representando a Europa): 2007 (ganadores), 2009